# Angiorhina fulvicornis
Angiorhina fulvicornis là một loài ruồi trong họ Tachinidae.